# San Pio V

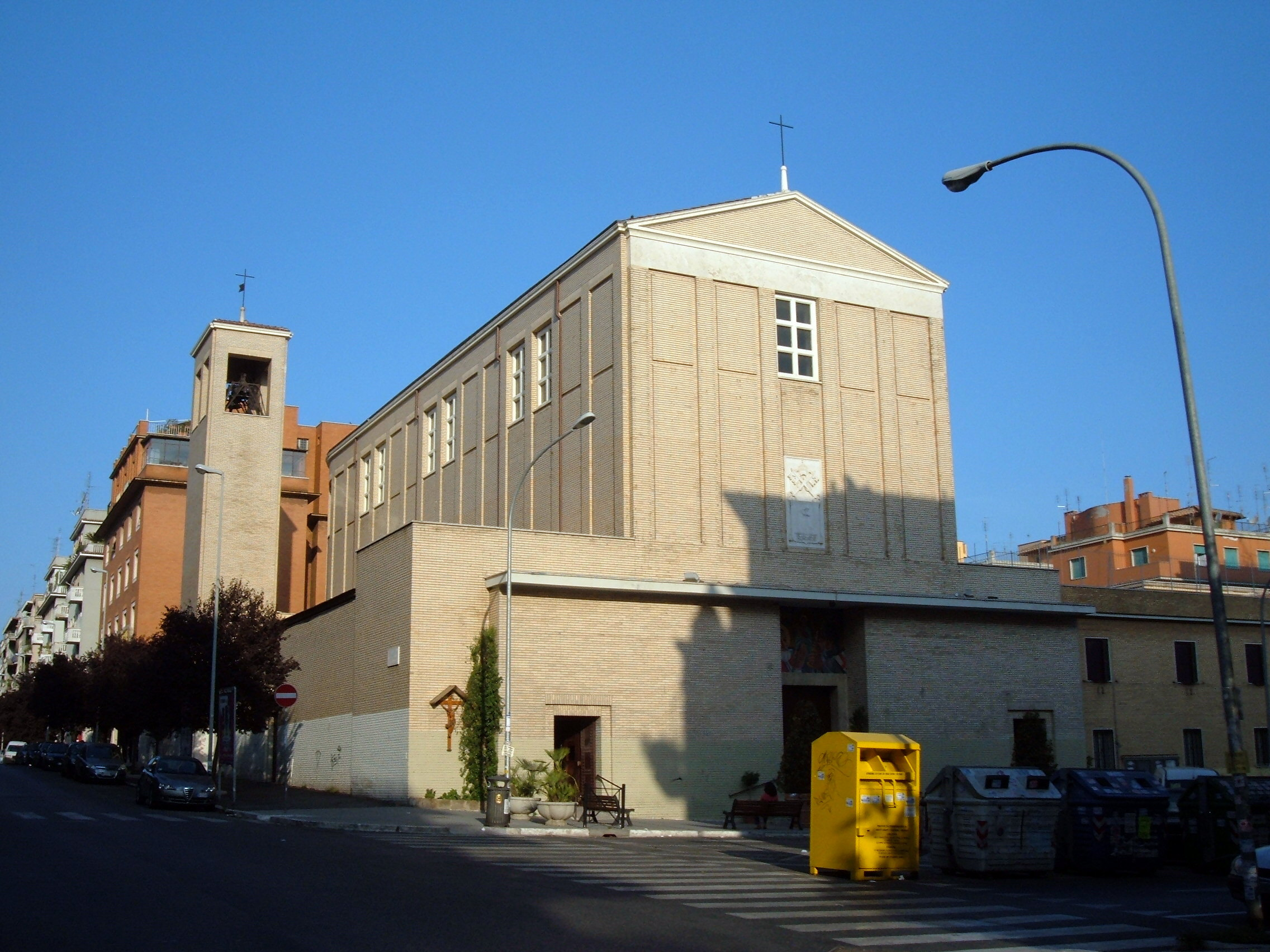
Kirche San Pio V in Rom

San Pio V ein Titeldiakonie und Pfarrkirche im römischen Quartier Aurelio. Sie ist dem heiligen Papst Pius V. gewidmet, der zu Zeiten des Konzils von Trient regierte.

## Geschichte
Die Pfarrei wurde am 10. Dezember 1951 mit einem Dekret von Kardinalvikar Clemente Micara gegründet.
Der Bau der Kirche wurde vom Architekten Tullio Rossi entworfen und 1952 begonnen. Am 24. Februar 1962 wurde die Kirche von Kardinal Luigi Traglia geweiht.
1973 wurde die Kirche von Papst Paul VI. zur Titeldiakonie erhoben.
Papst Paul VI. besuchte die Kirche am 9. März 1969 und Papst Johannes Paul II. am 28. Oktober 1979.

## Beschreibung

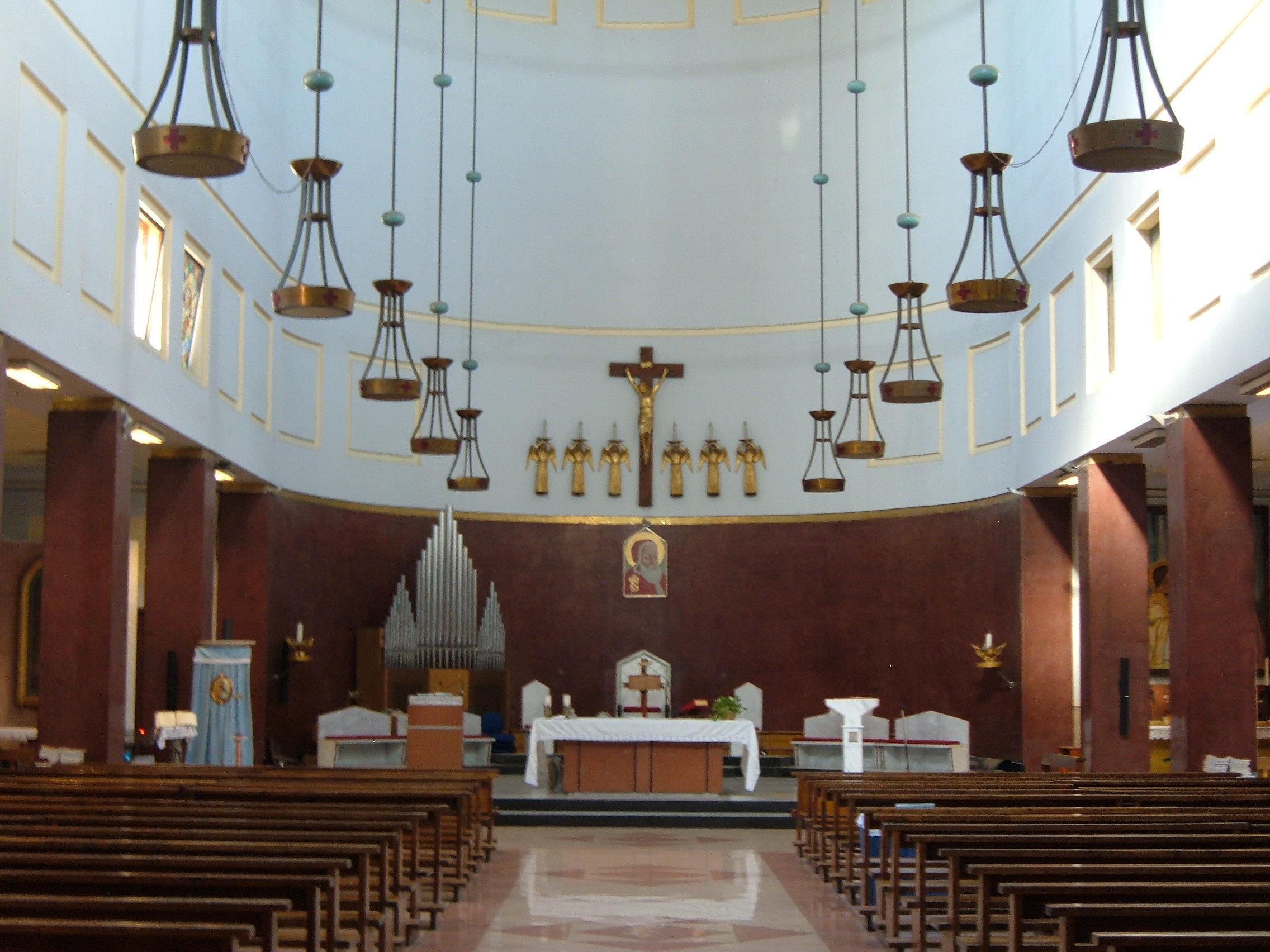
Innenansicht

Außen hat die Kirche ein helles Ziegelsteinmauerwerk und ist mit einem Mosaik von Joseph Stracota mit dem Heiligen Pius V., der Heiligen Maria und mit Szenen von der Schlacht von Lepanto. In der Mitte ist das Wappen von Papst Pius XII. eingelassen. Auf der linken Seite der Kirche steht der Campanile.
Im Inneren hat sie wie eine Basilika drei Kirchenschiffe, welche durch rote Marmorsäulen unterteilt werden. Die Seitenschiffe sind auch niedriger als das Mittelschiff. Auf der linken Seite sind sechs Kapellen.
Das Mittelschiff hat zwei Fensterreihen und eine halbrunde Apsis. Dort ist auch der Altarraum, welcher etwas erhöht ist und den Hauptaltar enthält.

### Orgel
In der Apsis links neben dem Altar steht eine im Jahre 1994 von Leonardo Forti gebaute Orgel. Das Instrument hat eine elektrische Traktur und ist von einem Holzgehäuse umgeben. Sie hat 25 Register auf zwei Manualen und Pedal.
| I - Grand'Organo (C-c′′′′) |        |
| Principale                 | 8'     |
| Flauto                     | 8'     |
| Voce Umana                 | 8'     |
| Ottava                     | 4'     |
| Flauto in Ottava           | 4'     |
| Duodecima (XII)            | 2 ⁄3'  |
| Quintadecima (XV)          | 2'     |
| Sesquialtera (XVII)        | 1 3⁄5' |
| Decimanona (XIX)           | 1 ⁄3'  |
| Vigesimaseconda (XXII)     | 1'     |

| II - Positivo (C-c′′′′) |        |
| Bordone                 | 8'     |
| Diapason                | 8'     |
| Voce umana              | 8'     |
| Principale              | 4'     |
| Flauto                  | 4'     |
| Nazardo                 | 2 ⁄3'  |
| Flautino                | 2'     |
| Terza                   | 1 3⁄5' |
| Ripienino 2 file        | 2'     |

| Pedale (C-g′)        |       |
| Subbasso             | 16'   |
| Basso                | 8'    |
| Bordone              | 8'    |
| Ottava               | 4'    |
| Flauto               | 4'    |
| Ripieno grave 2 file | 2 ⁄3' |

## Kardinaldiakone
- Pierre Charles (Paul) Philippe OP (1973 – 1984)
- Luigi Dadaglio (1985 – 1990)
- José Tomás Sánchez (1991 – 2012)
- James Michael Harvey (seit 2012)